# 林羽
林羽（Lam Yu），生於香港，香港籃球運動員，司職小前鋒，現時效力香港甲一組籃球聯賽球隊福建。

## 籃球生涯
林羽生於香港，於2016年球季跟隨安慶健教練，由晉龍轉會福建，並在2017年7月13日對衛冕冠軍南華的季後賽四強次回合，錄得2017年球季個人新高的14分，加3籃板3助攻，惟結果福建以65–84落敗出局。

## 國際賽生涯
2015年12月，由於鄭錦興跟隨球隊東方在新加坡集訓期間受傷，無法參加第一屆粵港盃籃球賽，使香港籃球總會即時補選林羽香港隊，最終雖然香港累兩回合計以6分之差，力壓廣東勇奪冠軍。2017年11月，林羽獲香港代表隊徵召出戰世界盃亞洲區外圍賽，成為歷史上香港首批參與世界盃的球員，並分別隨於主場和作客迎戰勁旅中國，韓國以及新西蘭國家隊，惟他於首場以44–96大敗予中國的第四節初段左腳拗柴，因傷退隊無，法在主場出戰新西蘭。

## 球場以外
林羽與前福建隊友蘇尚瀛為Topone Sports旗下模特兒，經常兼任廣告模特兒和MV男角色等身份，不乏出鏡機會，而現身兼專業籃球教練的他，曾參與拍攝KFC電視廣告、水動樂宣傳短片、陳慧敏《始終》和《完場曲》MV以及羅孝勇《愛怎說起》MV等等。其後林羽與蘇尚瀛加入由歌手吳業坤和胡鴻鈞等組成的明星籃球隊VR1，以球隊名義參與慈善活動。

## 外部連結
- 香港籃球總會網頁 （页面存档备份，存于）